# Dasyatis laosensis
Espèce
Statut de conservation UICN

 EN A2acde : En danger
Dasyatis laosensis est une espèce de raie appartenant à la famille des Dasyatidés.